# Aenictophyton
Aenictophyton é um género botânico pertencente à família Fabaceae.

## Espécies
Apresenta uma única espécie:
- Aenictophyton reconditum